# Erpocotyle somniosi
Erpocotyle somniosi är en plattmaskart. Erpocotyle somniosi ingår i släktet Erpocotyle och familjen Hexabothriidae. Inga underarter finns listade i Catalogue of Life.